# Ryan XV-5 Vertifan
El Ryan XV-5 Vertifan fue una aeronave experimental V/STOL a reacción de los años 60 del siglo XX. El Ejército de los Estados Unidos encargó el Ryan VZ-11-RY en 1961 (designado XV-5A en 1962), junto con el Lockheed VZ-10 Hummingbird (redesignado XV-4 en 1962). Probó exitosamente el concepto de las turbinas de flujo guiado, pero el proyecto fue cancelado tras múltiples accidentes fatales no relacionados con el propio sistema de sustentación.

## Diseño y desarrollo

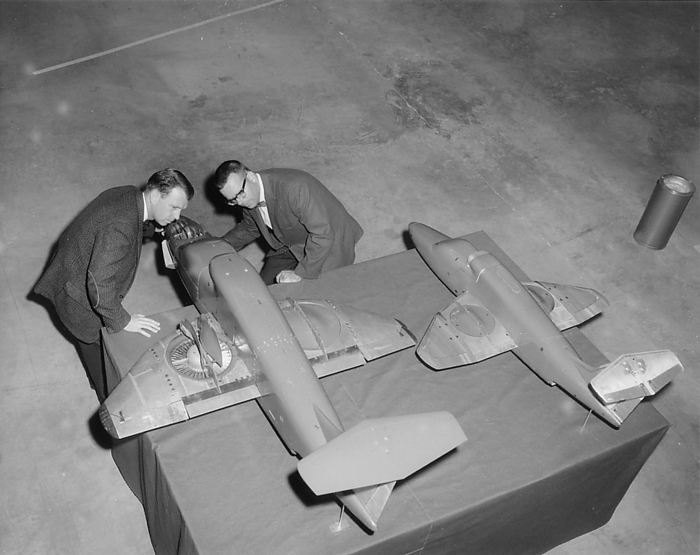
Maquetas del XV-5A.

El XV-5 estaba propulsado por dos turborreactores General Electric J85-GE-5 de 11,8 kN (2658 lbf). Turbinas de sustentación en las alas y una más pequeña en el morro, propulsadas por los gases de escape del motor, eran usadas para el despegue y aterrizaje verticales (VTOL). La turbina de sustentación de 1,59 m de diámetro en cada ala tenía unas tapas abisagradas en la superficie alar superior que se abrían para el vuelo VTOL. La turbina de morro de 0,91 m proporcionaba el adecuado control de cabeceo, pero producía características de manejo adversas. Las turbinas proporcionaban una sustentación vertical de aproximadamente 71,2 kN (16 000 lbf), casi tres veces el empuje de los motores como turborreactores.
Un conjunto de deflectores en persiana por debajo de cada turbina podían orientar el empuje hacia delante y hacia atrás para proporcionar control de guiñada. El ajuste de potencia del motor determinaba la sustentación de las turbinas (ya que las rpm de las turbinas estaban determinadas por la salida del escape de los motores J85) y la carga de la turbina. El control del alabeo se realizaba mediante la actuación diferencial de las persianas de salida de las turbinas alares.
Las prestaciones de la aeronave eran subsónicas, con alas en delta ligeramente similares a las del Douglas A-4 Skyhawk. El Vertifan tenía una poco usual posición de la toma de aire encima de la cabina biplaza lado a lado, y una cola en T.
El XV-5A fue acabado en verde Ejército y el XV-5B fue pintado con los colores de la NASA. Las turbinas no generaron el empuje que se esperaba, y la transición del vuelo vertical al horizontal era dificultosa y brusca. El XV-5 sería una de las últimas aeronaves pilotadas diseñadas y construidas por Ryan, que principalmente produjo drones a partir de la segunda mitad de los años 60.
El XV-5 fue una de las muchas docenas de aeronaves que intentaron producir un avión exitoso de despegue vertical, pero el sistema de turbinas de sustentación era pesado y ocupaba un considerable volumen interno. Solo el Hawker Siddeley Harrier estaría todavía operativo con la entrada del siglo XXI, al igual que la tecnología que hizo posible el uso de una turbina propulsada por eje en el Lockheed Martin F-35B.

### Sistema de propulsión
La combinación del J85 y la turbina de sustentación fue precursora de desarrollos que conducirían al primer motor de General Electric de alta relación de derivación, el TF39. Las turbinas de sustentación eran propulsadas por palas de turbina montadas alrededor de la periferia de la turbina, con un flujo neto 13 veces mayor que el de los generadores de gas y un empuje aumentado 3 veces respecto a los disponibles usando una tobera propulsora.
Tras demostrar que grandes cantidades de aire podían moverse a través de una turbina de sustentación, se construyó una turbina de 2 m girada 90 grados, propulsada por un motor más potente J79, para  probar una turbina de crucero eficiente. El concepto de una turbina de crucero de gran diámetro fue incorporado en el motor General Electric TF39, usado en el Lockheed C-5 Galaxy.

## Historia operacional

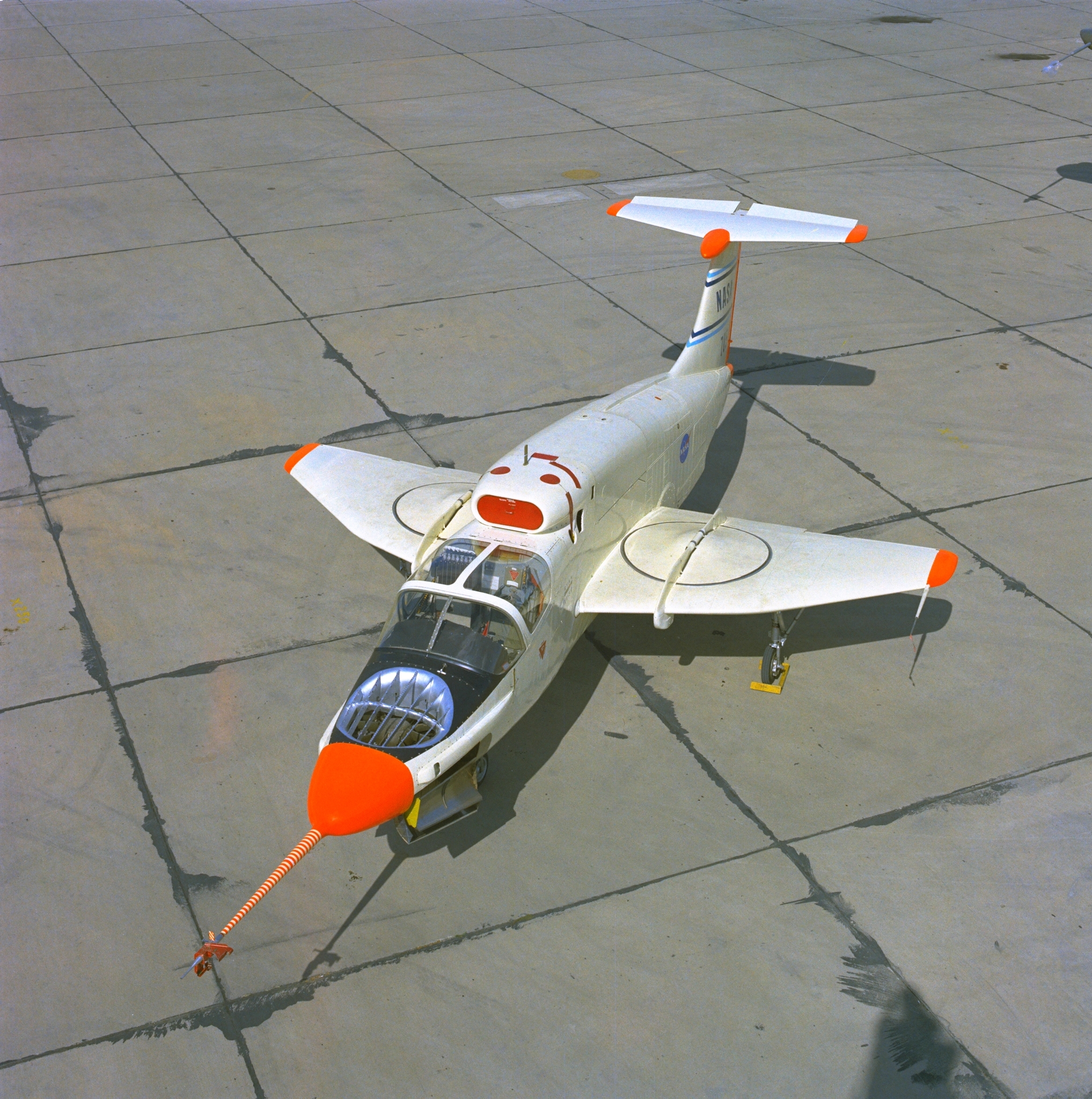
XV-5B.

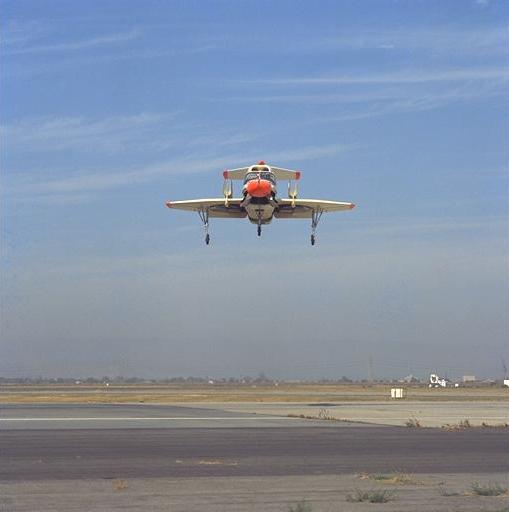
XV-5B.

Dos XV-5A de 12 500 libras (de peso máximo cargado) fueron evaluados a finales de 1964 por 15 pilotos de pruebas (el “XV-5A Fan Club”). Uno fue destruido en un accidente durante un vuelo público de demostración el 27 de abril de 1965, muriendo el piloto de pruebas de Ryan Lou Everett. La investigación del accidente creía que el piloto había accionado inadvertidamente la palanca de conversión de vuelo convencional a vertical, montada inapropiadamente en el mando colectivo, que programa automáticamente el estabilizador horizontal para forzar que el morro bajara hasta los 45 grados (esto era compensado por la sustentación de la turbina de morro). Everett inició una eyección a baja altitud, pero el asiento estaba mal instalado y resultó muerto. Como resultado de ese accidente, la palanca de conversión fue cambiada por una palanca con bloqueo de elevación relocalizada en el panel principal de instrumentos, por delante del control de la palanca colectiva.
La aeronave era difícil de controlar durante los aterrizajes por varias razones. El control de guiñada se realizaba cambiando el ángulo de las turbinas de sustentación en direcciones opuestas, pero esto demostró estar muy lejos de proporcionar un control de guiñada preciso para el manejo a baja velocidad. Las tapas de los conductos también causaban dificultades en el control, ya que incluso abrirlas a baja velocidad causaba cambios significativos en el cabeceo. La aeronave también sufría de una pobre aceleración durante los despejes estándares en pista.
Las pruebas y los datos promocionales propusieron una versión de rescate que podía izar a una persona hasta un compartimento detrás de los pilotos. La segunda aeronave resultó muy dañada el 5 de octubre de 1966 durante unas pruebas como aeronave de rescate, cuando una eslinga de “collar de caballo” para supervivientes, que estaba suspendida, fue tragada por una de las turbinas alares. El piloto, el comandante David H. Tittle, resultó fatalmente herido como resultado de que el asiento eyectable le expulsara de la nave después de que golpeara la superficie de hormigón del aeropuerto, aunque se juzgó que la turbina realmente todavía funcionaba lo suficientemente bien como para continuar el vuelo controlado. La segunda aeronave fue reconstruida como el modificado XV-5B, continuando las pruebas hasta 1971. El XV-5B puede verse en exhibición en el Museo de Aviación del Ejército de los Estados Unidos, Fort Rucker, Alabama.
Aunque el programa fue cancelado, el concepto de turbina de flujo guiado fue juzgado como exitoso y se propusieron varios programas de continuación. Las turbinas de flujo guiado fueron consideradas muy silenciosas para su época, y eran capaces de operar desde materiales de superficie estándares. Otras aeronaves VTOL requerían cubiertas protectoras para evitar dañar las superficies con sus escapes. Esto no era un problema con los gases mucho más fríos de las turbinas de flujo guiado.

## Variantes
XV-5A
Dos aeronaves construidas con el estándar de construcción inicial.
XV-5B
El segundo XV-5A, reconstruido tras un accidente fatal, con controles mejorados, tren de aterrizaje ancho fijo y sistema de sustentación/propulsión aumentado.

## Operadores
Estados Unidos
- Ejército de los Estados Unidos
- NASA

## Especificaciones (estimadas)
Referencia datos: Jane's All The World's Aircraft 1965–66

### Características generales
- Tripulación: Dos
- Longitud: 13,6 m (44,5 ft)
- Envergadura: 9,1 m (29,8 ft)
- Altura: 4,5 m (14,8 ft)
- Superficie alar: 24,2 m² (260,3 ft²)
- Peso vacío: 3421 kg (7539,9 lb)
- Peso máximo al despegue: 6169 kg (despegue convencional); 5579,2 kg (VTOL)
- Planta motriz: 2× turborreactor General Electric J85-GE-5.
  - Empuje normal: 11,8 kN (1205 kgf; 2657 lbf) de empuje cada uno.
    - 2x turbina de sustentación accionada por eje General Electric X353-5 de 1,59 m de diámetro y 33 kN (7500 lbf) de empuje cada una
    - 1x turbina de sustentación accionada por eje General Electric X353-5 de 0,91 m de diámetro

### Rendimiento
- Velocidad máxima operativa (Vno): 880 km/h (547 MPH; 475 kt)
- Velocidad crucero (Vc): 628 km/h (390 MPH; 339 kt)
- Alcance: 1600 km (864 nmi; 994 mi)
- Techo de vuelo: 12 000 m (39 370 ft)
- Régimen de ascenso: 41 m/s (8071 ft/min)

## Aeronaves relacionadas

### Aeronaves similares
- Lockheed XV-4 Hummingbird

### Secuencias de designación
- Secuencia VZ-_ (Aeronaves de investigación VTOL del Ejército estadounidense, 1956-1962): ← VZ-8 - VZ-9 - VZ-10 - VZ-11 - VZ-12
- Secuencia _V-_ (Aeronaves STOL/VTOL estadounidenses, 1962-presente): ← CV-2 - XV-3 - XV-4 - XV-5 - XV-6 - CV-7 - XV-8 →